# Kapitola druhá: Pošuk na Maple Street
Kapitola druhá: Pošuk na Maple Street (v anglickém originále Chapter two: The Weirdo on Maple Street) je 2. díl 1. řady amerického hororového seriálu Stranger Things. Scénář byl napsán bratry Dufferovými, kteří díl také režírovali. Měl premiéru dne 17. července 2016 na Netflixu společně s celou první řadou.

## Děj
Poté, co Mike, Dustin a Lucas najdou v lese Jedenáctku, přivedou ji do domu Wheelerových, ale neshodnou se, co s ní budou dělat. Mike navrhne plán, kdy se El bude předstírat, že je na útěku a bude prosit o pomoc Mikeovu matku Karen. Willův bratr Jonathan jel hledat Willa ke svému otci Looniemu v Indianapolis. Okolí domu Byersových přijede prohledat Dr. Brenner s agenty z laboratoře. Členové pátracího týmu objeví v blízkosti laboratoře kus nemocničního oděvu.
Jedenáctka na fotografii v Mikeově pokoji pozná Willa a přesvědčí chlapce, aby jí věřili. Za použití desky z hry Dungeons & Dragons chlapcům naznačí, že Will je na druhé straně „Vzhůru nohama“ a je pronásledován Demogorgonem. Mikeova sestra Nancy jde se svou nejlepší přítelkyní Barb na večírek k jejímu příteli Steveovi. Při hledání Willa v lese Jonathan tajně fotografuje večírek poté, co z tohoto místa uslyšel výkřik.
Joyce opět přijme hovor od Willa. Poté uslyší z Willova pokoje hrát píseň v rádiu. Když do pokoje vstoupí, uvidí stvoření procházet skrze zeď. Barb zůstane sama u bazénu, přičemž ji napadne Demogorgon a následně zmizí.